# Positive Mental Octopus
Positive Mental Octopus è una raccolta di video dei Red Hot Chili Peppers, pubblicata nel 1990 dalla EMI. Fu registrata solo su VHS ed è attualmente fuori commercio, anche se tutti i video furono poi inclusi due anni dopo su What Hits!?.

## Tracce video
- "Taste The Pain"
- "Higher Ground"
- "Knock Me Down"
- "Fight Like A Brave"
- "Fire"
- "Jungle Man"
- "Catholic School Girls Rule"
- "True Men Don't Kill Coyotes"